# Araúna
Araúna ou Arauna (em hebraico: ארוונה) é o nome dado, no Livro de Samuel, da Bíblia, a um jebuseu que era proprietário da eira no topo do Monte Moriá, comprada por Davi e usada por ele como local para erguer um altar a YHWH. O Livro de Crônicas, um texto posterior, traduz seu nome como Ornã.

## Fonte
Este artigo incorpora texto da Enciclopédia Judaica (Jewish Encyclopedia) (em inglês) de 1901–1906, uma publicação agora em domínio público.